# 普罗旺谢尔 (上索恩省)
普罗旺谢尔（法語：Provenchère，法語發音：[pʁɔvɑ̃ʃɛʁ]）是法国上索恩省的一个市镇，属于沃苏勒区。

## 地理
普罗旺谢尔（47°43'21"N, 6°7'36"E）面积5.82 平方千米，位于法国勃艮第-弗朗什-孔泰大區上索恩省，该省份为法国东部内陆省份，北起顺时针与孚日省、贝尔福地区省、杜省、汝拉省、科多尔省和上马恩省接壤。
与普罗旺谢尔接壤的市镇（或旧市镇、城区）包括：布勒雷莱法韦尔内、布尼翁、弗勒雷莱法韦尔内。

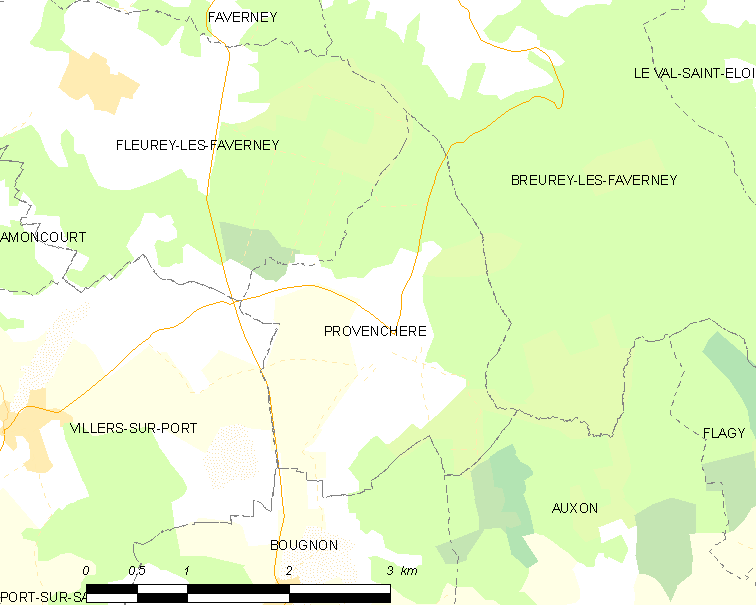
的OSM定位图

普罗旺谢尔的时区为UTC+01:00、UTC+02:00（夏令时）。

## 行政
普罗旺谢尔的邮政编码为70170，INSEE市镇编码为70426。

## 政治
普罗旺谢尔所属的省级选区为索恩港县。

## 人口

1962-2008年间人口变化图示

普罗旺谢尔于2022年1月1日时的人口数量为238人。